# Universidad Bentley
La Universidad Bentley (en inglés Bentley University) es una universidad privada especializada en carreras empresariales y localizada en Waltham, Massachusetts, Estados Unidos. Fue fundada en 1917 como escuela de contabilidad y finanzas en el barrio Back Bay de Boston y fue posteriormente trasladada a Waltham en 1968. Bentley tiene catorce campos empresariales en los que imparte bachiller en ciencias y once campos en los que imparte bachiller de letras así como otras disciplinas en ciencias. La escuela de graduado enfatiza en el impacto de la tecnología en la práctica empresarial, y ofrece programas de doctorados en Empresariales y Contabilidad, un MBA de Bentley con dieciséis áreas de especialización, una maestría en ciencias, una maestría en administración de empresas, siete maestría en ciencias, varios programas de certificado así como programas de educación orientados a ejecutivos.

## Campus
El campus de Bentley está en Waltham, Massachusetts, ocupa 66 hectáreas (163 acres). El campus está dividido en 3 campus: Campus Norte, Campus Superior y Campus Inferior.

## Historia
La Universidad Bentley fue fundada en 1917 como Escuela de Contabilidad y Finanzas de Bentley (Bentley School of Accounting and Finance) por Harry C. Bentley, que fue el presidente de la escuela hasta 1953. En 1961, la universidad fue acreditada para impartir títulos de grado en ciencias bajo la dirección del Presidente Morison, quien trasladó la universidad de su dirección en la calle Boylston, en Boston, a su ubicación actual en Waltham, Massachusetts. Gregory H. Adamian, uno de los principales impulsores del desarrollo de la universidad, se convirtió en 1970 en el cuarto presidente. Bajo su dirección, la universidad fue acreditada en 1971 para impartir títulos de grado en artes y títulos de postgrado en 1973. Durante este tiempo, la escuela también cambió su nombre a Bentley College. 
En 2002, el Bentley College se expandió en Oriente Medio abriendo un campus en Baréin, en asociación con el Instituto de Banca y Finanzas de Baréin. En 2005 fue acreditado para impartir sus primeros títulos de doctorado en los campos de negocios y contabilidad. Una de las principales instalaciones del campus, la Biblioteca de Bentley, fue objeto de una amplia renovación en 2006, durante la cual se cambió el logotipo del colegio para mostrar la torre del reloj que se encuentra en la parte superior del edificio. Un año más tarde, Gloria Cordes Larson, exfuncionaria del gobierno estatal y federal y abogada con sede en Boston, se convirtió en la primera mujer presidente del Bentley College. En 2008, la universidad cambió su nombre por el actual Bentley University después de haber sido autorizado por el consejo estatal de educación superior. Alison Davis-Blake, ex decana de la Carlson School of Management de la Universidad de Minnesota y de la Ross School of Business de la Universidad de Míchigan, se convirtió en la octava presidenta de Bentley en julio de 2018.

## Campus

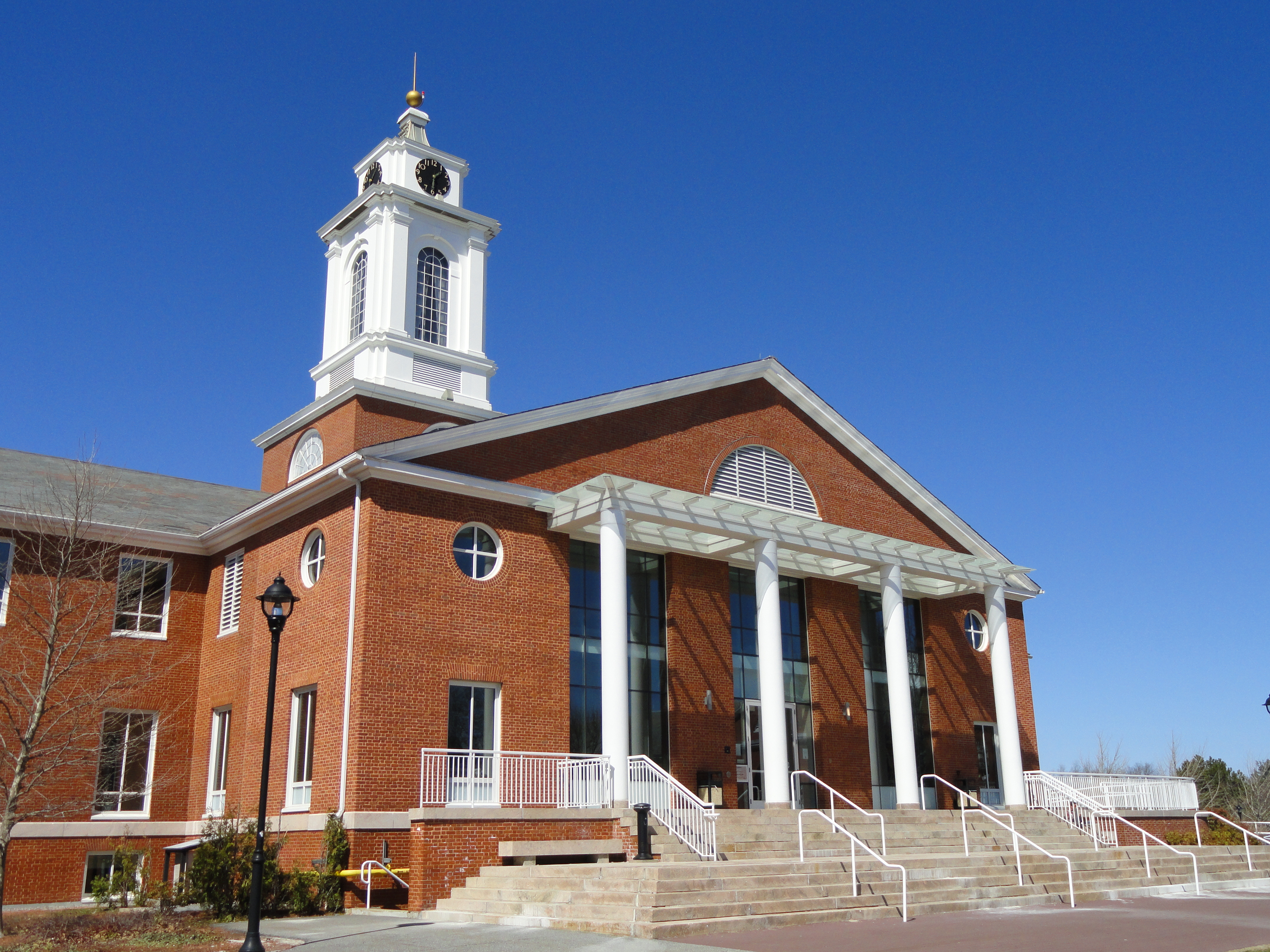
Fotografía de la biblioteca de Bentley tomada en el año 2011.

En 1968, Bentley se trasladó del centro de Boston a Waltham, Massachusetts, para dar cabida a un número cada vez mayor de estudiantes. Los primeros edificios del campus de Waltham fueron construidos entre 1965 y 1968. Hoy en día, el campus se extiende a lo largo de 0,66 km² de terreno y se puede acceder a él con el autobús MBTA 554.
El campus de la Universidad de Bentley está dividido en tres: Campus Superior, Campus Inferior y Campus Norte.

### Campus Superior
El Campus Superior contiene la mayoría de los edificios académicos de la escuela y todas sus aulas. Está situado en el lado norte de Beaver Street. El campus superior también contiene los tres dormitorios de los estudiantes de primer año, algunos dormitorios de los estudiantes de segundo año, y la librería de la Universidad.

### Campus Inferior
El campus inferior contiene más viviendas para los estudiantes, el Centro Atlético Dana, y la Espacio Multiusos. Está conectado con el campus superior a través de un puente sobre Beaver Street situándose en el lado sur.

### Campus Norte
El Campus Norte está situado a media milla al norte de la entrada principal del Campus Superior en la calle Forest. El transporte hacia y desde el Campus Norte se realiza en un autobús de enlace. El Campus Norte contiene sólo edificios de residencias nombrados: A, B, C y D. Las residencias de estudiantes A y B se abrieron en 2005, mientras que C y D se abrieron en 2007, lo que hace del Campus Norte la extensión más reciente a las instalaciones para vivienda de Bentley. Cada edificio tiene 3 pisos e incluye un ascensor y 2 escaleras. Originalmente, el Campus Norte estaba destinado a ser una vivienda para estudiantes graduados, pero debido al fuerte crecimiento de las matriculaciones, se encuentra ocupado principalmente por estudiantes universitarios.

## Clasificaciones
U.S. News & World Report
   Las 10 mejores universidades de maestría en el Norte 2018 - 2º lugar
   Los 50 mejores programas de licenciatura en negocios 2017
Bloomberg Businessweek
   Mejores escuelas de negocios para estudiantes universitarios en 2016 - 10º lugar
Princeton Review
   Las mejores universidades para servicios de carrera 2019 - En el primer lugar de la lista
   Las mejores universidades para servicios de carrera 2018 - En el primer lugar de la lista
   Las mejores universidades para servicios de carrera 2017 - 2º puesto
   Las mejores universidades para servicios de carrera 2016 - En el primer lugar de la list